# Alexandre I Balas
Alexandre Balas, traduït com "el tro", "el llamp" o "el senyor", (en llatí Alexander Balas, en grec antic Αλέξανδρος Βάλας) fou rei selèucida de l'any 150 aC al 146 aC.
Encara que es feia passar per fill d'Antíoc IV Epifanes, es creu que era un aventurer nascut a Esmirna d'origen humil. Heraclides, antic primer ministre i germà del sàtrapa de Babilònia Timarc, el va utilitzar per organitzar una aliança contra el rei Demetri I Soter encapçalada per Pèrgam, Egipte i Roma. El Senat romà el va reconèixer com a legítim rei al 154 aC i va esclatar la guerra civil. El 150 aC es va produir a Antioquia una revolta al seu favor i Demetri I va morir a la lluita. Alexandre va ser proclamat rei i es va casar amb Cleòpatra Thea, filla de Ptolemeu VI Filomètor, sota influència del qual va governar.
El 147 aC Demetri II Nicàtor, fill de Demetri I Soter, es va revoltar; el seu lloctinent Apol·loni va desembarcar amb alguns partidaris a Fenícia i va atreure partidaris a la causa del seu senyor tant a Fenícia com a Palestina. Jonatan Macabeu, aliat a Alexandre, el va atacar a Jaffa i Apol·loni va fugir cap a Jamnia i després mes al sud perseguit per Jonatan, que el va derrotar altra vegada a Ashod. Després Jonatan va entrar a Ascaló sense lluita. Mentrestant Demetri havia desembarcat amb mercenaris cretencs a la costa prop d'Antioquia. Ptolemeu VI d'Egipte, amb el pretext d'ajudar a Alexandre, va envair Celesíria que de fet va annexionar. Això va fer que patís un atemptat a mans d'Amoni, un dels favorits d'Alexandre, i llavors Ptolemeu va capgirar la seva aliança i va donar suport a Demetri, que va guanyar una batalla decisiva prop d'Antioquia (La batalla de l'Orontes 146 aC) i va entrar a la ciutat on va ser coronat rei. Es va casar amb la filla de l'egipci, Cleòpatra Thea, que va abandonar a Alexandre per ordre del seu pare.
Alexandre es va escapar al territori dels Nabateus, on el seu rei el va fer matar i en va enviar el cap a Ptolemeu VI Filomètor, que va morir poc després a causa de les ferides rebudes en la batalla de l'Orontes i els egipcis van evacuar la Celesíria.